# Rasputin (Boney M.)
Rasputin è un singolo del gruppo musicale tedesco Boney M., pubblicato il 28 agosto 1978 come secondo estratto dall'album Nightflight to Venus.

## Descrizione

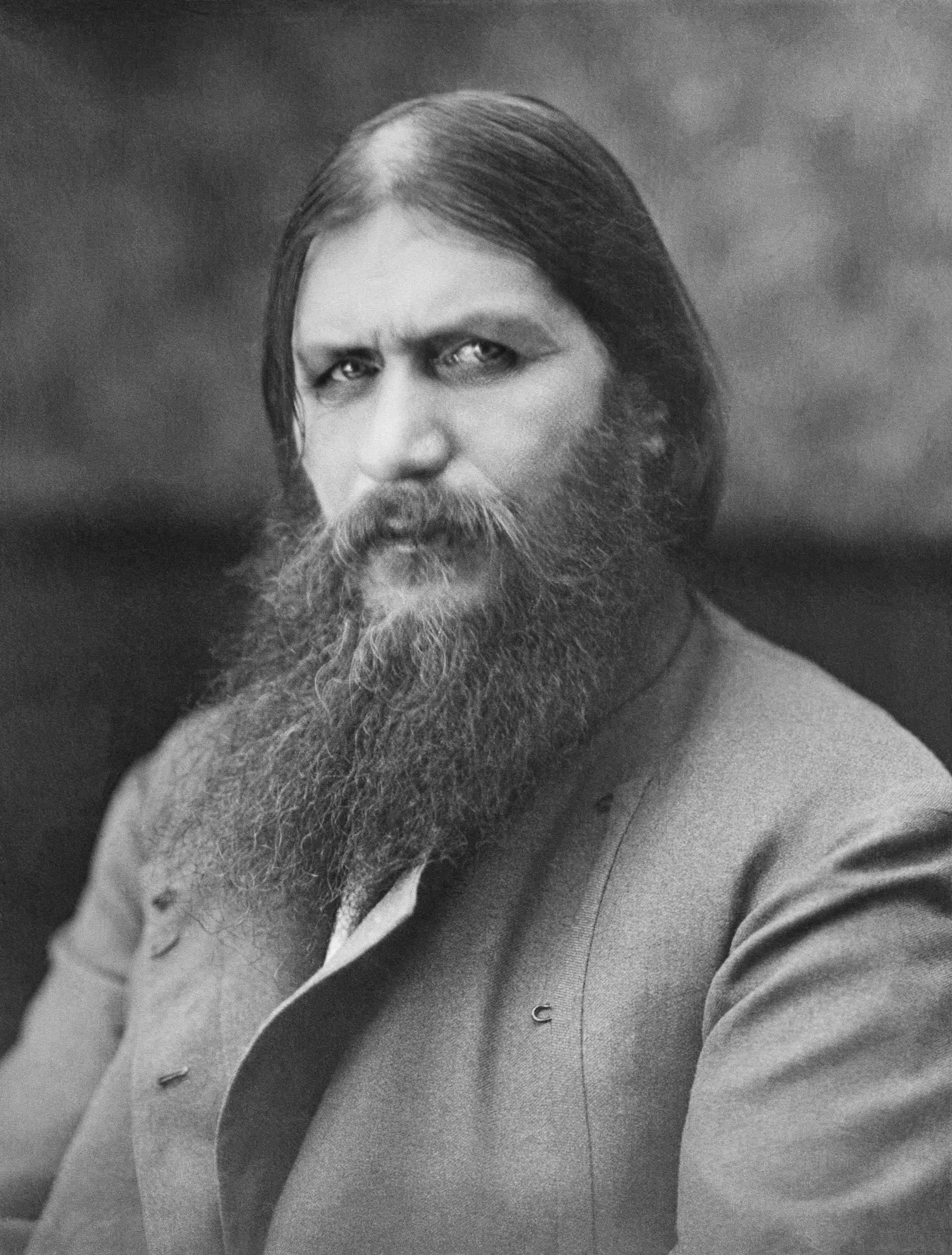
Grigorij Rasputin

Il singolo è stato scritto dal creatore del gruppo Frank Farian, insieme a George Reyam e Fred Jay. È una canzone semibiografica su Grigorij Rasputin, amico e consigliere dello zar Nicola II di Russia e della sua famiglia all'inizio del XX secolo. La canzone descrive Rasputin come un playboy, un guaritore mistico e un manipolatore politico.
La canzone fa riferimento alla speranza della zarina Aleksandra secondo cui Rasputin avrebbe guarito suo figlio emofiliaco, Aleksej. Afferma anche che Rasputin era l'amante di Aleksandra, e che il potere politico di Rasputin oscurò quello dello Zar. Secondo il testo, quando i suoi atti sessuali e politici divennero intollerabili, uomini di alto livello pianificarono la sua caduta, anche se le donne implorarono di non farlo.
La fine della canzone racconta una versione modificata di una descrizione popolare degli eventi che culminarono nell'assassinio di Rasputin, come perpetrato da Feliks Jusupov, Vladimir Puriškevič e Dmitrij Pavlovič, il 16 dicembre 1916. Essa afferma che gli assassini di Rasputin gli spararono a morte dopo essere sopravvissuto all'avvelenamento del suo vino.
Mentre il brano racconta accuratamente molte delle voci sulla reputazione di Rasputin, non ci sono prove verificabili che suggeriscano che egli abbia effettivamente avuto una relazione con Alexandra.
Il giornalista di AllMusic, Donald A. Guarisco, lo ha descritto come «un omaggio alla leggendaria figura storica russa che usa la balalaica per creare la struttura di chitarra ritmica». La sua melodia è stata paragonata a quella della tradizionale canzone turca Kâtibim, ma la band ha negato qualsiasi somiglianza.

## Tracce
7"
1. Rasputin – 4:39 (Frank Farian, George Reyam, Fred Jay)
2. Painter Man – 3:10 (Eddie Phillips, Kenny Pickett)

12"
1. Rasputin – 7:33 (Farian, Reyam, Jay)
2. Painter Man – 3:10 (Phillips, Pickett)

12" Maxi-Single
1. Rasputin – 7:33 (Farian, Reyam, Jay)
2. Never Change Lovers in the Middle of the Night – 5:33 (Mats Björklund, Keith Forsey, Jay)

## Classifiche

### Classifiche settimanali
| Classifica (1978/79) | Posizione massima |
| -------------------- | ----------------- |
| Australia            | 1                 |
| Austria              | 1                 |
| Belgio (Fiandre)     | 1                 |
| Canada               | 7                 |
| Finlandia            | 2                 |
| Francia              | 2                 |
| Germania             | 1                 |
| Irlanda              | 3                 |
| Italia               | 6                 |
| Norvegia             | 10                |
| Nuova Zelanda        | 4                 |
| Paesi Bassi          | 5                 |
| Regno Unito          | 2                 |
| Spagna               | 2                 |
| Sudafrica            | 9                 |
| Svizzera             | 2                 |

### Classifiche di fine anno
| Classifica (1978) | Posizione |
| ----------------- | --------- |
| Australia         | 25        |
| Austria           | 17        |
| Belgio (Fiandre)  | 11        |
| Francia           | 18        |
| Germania          | 50        |
| Italia            | 37        |
| Paesi Bassi       | 53        |
| Regno Unito       | 14        |
| Svizzera          | 17        |
| Classifica (1979) | Posizione |
| Canada            | 53        |

## Cover
- Nel 1979 Mona Carita incide in finlandese il singolo, con testo di George Reyam, (Blue Master Special, SPS 24), brano inserito nell'album Mona Carita dello stesso anno (Finnlevy, FK 5073).
- Nel 2021 il disc jockey britannico Majestic ne ha realizzato una cover pubblicata nel singolo Rasputin.

## Nei media
- La canzone è stata usata in una scena nell'episodio speciale The Power of the Doctor della serie tv Doctor Who e nell'episodio Demon 79 della serie Netflix Black Mirror (2023).